# Liste der Naturdenkmale in Argenbühl
| Naturdenkmale | Anzahl |
| ------------- | ------ |
| FND           | 0      |
| END           | 9      |
| Gesamt        | 9      |

Die Liste der Naturdenkmale in Argenbühl nennt die verordneten Naturdenkmale (ND) der im baden-württembergischen Landkreis Ravensburg liegenden Gemeinde Argenbühl. In Argenbühl gibt es insgesamt 9 als Naturdenkmal geschützte Objekte, kein flächenhaftes Naturdenkmal (FND), alle sind Einzelgebilde-Naturdenkmale (END).
Stand: 31. Oktober 2016.

## Einzelgebilde (END)
| Name                                            | Bild | Kennung     | Einzelheiten | Position | Fläche Hektar | Datum         |
| ----------------------------------------------- | ---- | ----------- | ------------ | -------- | ------------- | ------------- |
| Eibe w. Siggener Höhe †                         | BW   | 84360944401 | Argenbühl    | ⊙        | 0,0           | 16. Jan. 1957 |
| Sommerlinde Anhoehe Vogelherd                   | BW   | 84360944202 | Argenbühl    | ⊙        | 0,0           | 16. Jan. 1957 |
| Sommerlinde bei der Albrismuehle                | BW   | 84360944201 | Argenbühl    | ⊙        | 0,0           | 16. Jan. 1957 |
| Sommerlinde unterhalb Kirche                    | BW   | 84360944301 | Argenbühl    | ⊙        | 0,0           | 26. Okt. 1964 |
| Sommerlinde (2) w Abfluss unterer Schloßweiher  |      | 84360944503 | Argenbühl    | ⊙        | 0,0           | 16. Jan. 1957 |
| Sommerlinden in Eglofstal                       | BW   | 84360944101 | Argenbühl    | ⊙        | 0,0           | 16. Jan. 1957 |
| Stieleiche in Hengle                            | BW   | 84360944203 | Argenbühl    | ⊙        | 0,0           | 11. Apr. 1958 |
| Stieleiche oestl. Auslauf unterer Schlossweiher | BW   | 84360944504 | Argenbühl    | ⊙        | 0,0           | 18. März 1982 |
| Vogelkirsche oestl. von Hummelberg              | BW   | 84360944102 | Argenbühl    | ⊙        | 0,0           | 13. Nov. 1974 |
| Legende für Naturdenkmal                        |      |             |              |          |               |               |